# 大鱗馬口魚
大鱗馬口魚（学名：Opsariichthys macrolepis），又稱大鱗馬口鱲，為輻鰭魚綱鯉形目鲴科馬口魚属的其中一種。分布於亞洲中國長江上游流域，體長可達13公分，主要棲息在底中層水域，屬肉食性，生活習性不明。

## 扩展阅读
維基物種上的相關：大鱗馬口魚